# Gasteracantha pentagona
Gasteracantha pentagona är en spindelart som först beskrevs av Charles Athanase Walckenaer 1842.  Gasteracantha pentagona ingår i släktet Gasteracantha och familjen hjulspindlar. Utöver nominatformen finns också underarten G. p. anirica.